# Belagerung von Tartu (1704)
1. Phase: Schwedische Dominanz (1700–1709)
Dänischer Kriegsschauplatz (1700)
Humlebæk • Tönning I 
Livländ./ Estnischer Kriegsschauplatz (1700–1708)
Riga I • Jungfernhof • Varja • Pühhajoggi • Narva • Petschora • Düna • Rauge • Erastfer • Hummelshof • Embach • Tartu • Narva II • Wesenberg I • Wesenberg II
Ingermanländ./ Finnischer Kriegsschauplatz (ab 1701)
Archangelsk • Ladogasee • Nöteborg • Nyenschanz • Newa • Systerbäck • Petersburg • Wyborg I • Porvoo • Newa II • Koporje II • Kolkanpää
Litauisch-weißrussischer Kriegsschauplatz (1702–1706)
Vilnius • Saladen • Jakobstadt • Gemauerthof • Mitau • Grodno I • Olkieniki • Njaswisch • Klezk • Ljachawitschy
Polnischer Kriegsschauplatz (1702–1706)
Klissow • Pułtusk • Thorn • Lemberg • Warschau • Posen • Punitz • Tillendorf • Rakowitz • Praga • Fraustadt • Kalisch 
Russischer Kriegsschauplatz (1708–1709)
Grodno II • Golowtschin • Moljatitschi • Rajowka • Lesnaja • Desna • Baturyn • Koniecpol • Weprik • Opischnja • Krasnokutsk • Sokolki • Poltawa I • Poltawa II
2. Phase: Schweden in der Defensive (1710–1721)
Baltischer und Finnischer Kriegsschauplatz (bis 1714)
Riga II • Wyborg II • Pernau • Kexholm • Reval • Hogland • Pälkäne • Storkyro • Nyslott • Hanko 
Schwed./Norwegischer Kriegsschauplatz (1710–1721)
Helsingborg • Køge-Bucht • Bottnischer Meerbusen • Frederikshald I • Dynekilen-Fjord • Göteborg I • Strömstad • Trondheim • Frederikshald II • Marstrand • Ösel • Göteborg II • Södra Stäket • Grönham • Sundsvall
Norddeutscher Kriegsschauplatz (1711–1716)
Elbing • Wismar I • Lübow • Stralsund I • Greifswalder Bodden I • Stade • Rügen • Gadebusch • Altona • Tönning II • Stettin • Fehmarn • Wismar II • Stralsund II • Jasmund • Peenemünde • Greifswalder Bodden II • Stresow 
Die Belagerung von Tartu (Dorpat) war eine militärische Intervention im Großen Nordischen Krieg. Sie fand im Juni und Juli 1704 statt.
Die Stadt Tartu (deutsch: Dorpat, russisch Дерпт, Derpt) war von schwedischen Truppen besetzt. Am 13. Juli mussten sie der Belagerung nachgeben, wodurch die Stadt in russische Hände fiel.

## Vorgeschichte

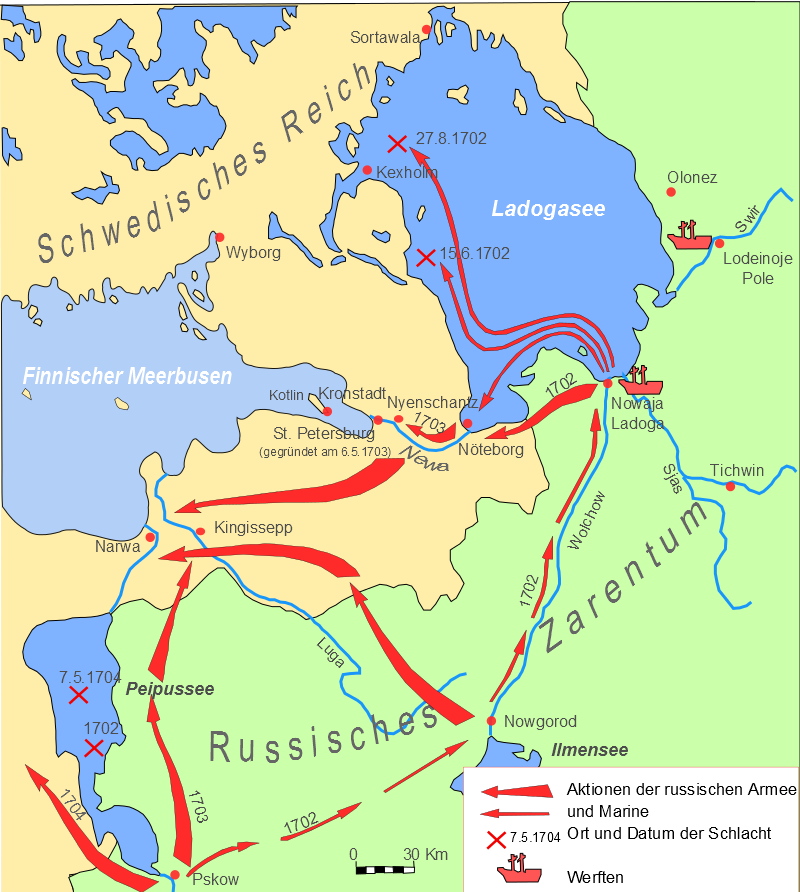
Angriffszüge der russischen Armee und Flotte

In den Vorjahren kämpften russische und schwedische Seeflottillen auf dem Peipussee um die Vorherrschaft. Durch den Sieg im Gefecht am Embach im Mai 1704 gewann Russland durch diese Aktion die ungeteilte Seeherrschaft auf dem Peipussee. Eine Versorgung seiner Truppen in Schwedisch-Livland konnte nun gewährleistet werden. Dorpat war nun von Seeseite her ungeschützt.
Durch die bereits erzielten Siege der russischen Armee wurden die Schweden immer mehr geschwächt. Mit der Einnahme von Dorpat und Narwa wollte Zar Peter I. die Vormachtstellung im schwedischen Livland gewinnen. Die Festung wurde von Oberst Carl Gustaf Skytte kommandiert und mit 4–5000 Mann verteidigt. Die Bewaffnung bestand aus 84 Kanonen, 18 Mörsern, 6 Haubitzen und 16 kleinen beweglichen Kanonen.
Die russische Armee wurde von Feldmarschall Scheremetew geführt.

## Belagerung von Dorpat
Am Abend des 4. Juli 1704 erreichte die Vorhut von Feldmarschall Scheremetew Dorpat. Der Ort war nur schlecht bewacht und wenig befestigt. Der schwedische Stadtkommandant ließ die Häuser der Vorstadt niederbrennen, um den Angreifern so wenig wie möglich Deckung zu gewähren.
Die Belagerung wurde mit fünf Regimentern Dragonier, insgesamt 4975 Mann, und sechs Infanterieregimenter mit 5702 Mann begonnen. Außerdem bestand die Artillerie aus 55 Kanonen und 159 Artilleriesoldaten. Die Gesamtstärke der russischen Korps wurde ungefähr auf 21.000 Mann geschätzt.
Am 10. Juni begann die Bombardierung der Stadt. Am 3. Juli tauchte der Zar überraschend im Lager von Scheremetew auf, er war beunruhigt über den schleppenden Verlauf der Belagerung. Als er sich vom Feldmarschall in dessen Pläne einweihen ließ, kritisierte er Scheremetew wegen dessen Planung und Durchführung. Der Beschuss war auf die stärksten Punkte der Festungsmauer gerichtet. Die Schwachpunkte am Fluss waren von ihm unbeachtet gelassen worden. Die russische Artillerie wurde neu ausgerichtet und begann am 7. Juli mit dem Beschuss der ufernahen Befestigungen.
Der Sturm auf die Festung begann in der Nacht vom 12. zum 13. Juli. Im Vorfeld des Angriffs wurde die Stadt massiv bombardiert. Durch die in die Mauer gesprengten Löcher strömten die russischen Infanteristen. Trotz der Aussichtslosigkeit des Kampfes, ergaben sich die Schweden erst nach einem 10-stündigen erbitterten Kampf.
Der Kommandant trat persönlich in Kapitulationsverhandlungen mit dem russischen Oberkommando. Er erwirkte den freien Abzug der Soldaten und aller schwedischen Familien samt ihren Habseligkeiten. Die Offiziere erhielten nach der Kapitulation sofort ihre Schwerter wieder und sorgten für einen geordneten Abzug aus der Festung. Es gibt Berichte darüber, dass einige russische Einheiten, trotz der russischen Zusicherung auf Unversehrtheit, schwedische Zivilisten ausplünderten und bis auf die Haut auszogen.

## Folgen
Die Erstürmung der Festung kostete etwa 300, nach anderen Angaben bis zu 800 russischen Infanteristen das Leben. Die Schweden hatten etwa die gleiche Zahl an Verlusten zu verzeichnen. Dies war eine herbe Niederlage für die Schweden. Sie waren bereits jetzt den Russen zahlenmäßig in jeder Schlacht unterlegen und verloren einen bedeutenden Anteil ihrer verfügbaren Kräfte in dieser Region.
Durch die Einnahme der befestigten Position am Embach hatten die russischen Streitkräfte einen wichtigen Punkt von hoher strategischer Bedeutung gewonnen. Durch den Embachstrom und den Peipussee in direkter Verbindung mit Pleskau und dem Hinterland, bildete er zugleich den Stützpunkt für weitere Unternehmungen nach Norden und Süden. Der Ort bildete zudem die erste größere Stadt auf livländischem Boden, der in russischen Besitz gelangt war.
Der Zar zog sofort Richtung Narva weiter, um auch diese Stadt unter seine Kontrolle zu bringen. Im Jahre 1708 ließ der Zar die Festung in Dorpat schleifen und die Reste der Stadt verbrennen, damit sie nicht in schwedische Hände fallen konnte.
Erst nach dem Ende des Nordischen Krieges ließ Peter I. die Stadt und das Schloss wieder aufwändig aufbauen.